# Roxburgh Castle
Roxburgh Castle ist die Ruine einer ehemals königlichen Burg über der Mündung des Teviot in den Tweed in der schottischen Council Area Scottish Borders. Die zugehörige Siedlung entwickelte sich zum Dorf Roxburgh, das die Schotten zusammen mit der Burg zerstörten, nachdem sie es 1460 eingenommen hatten. Heute stehen die Ruinen auf dem Gelände von Floors Castle, dem Sitz des Duke of Roxburghe auf der Kelso gegenüber liegenden Flussseite.

## Geschichte
Die Legende besagt, dass König David I. die Burg erbauen ließ; erstmals wurde ihre Existenz um 1128 urkundlich erwähnt. 1174, nach der Gefangennahme von König Wilhelm I. in der Schlacht von Alnwick, wurde sie den Engländern übergeben und war auch später oft in englischer Hand. Die Schotten unternahmen viele Versuche, die Burg zurückzuerobern. Am 19. Februar 1314 nahm James Douglas, Lord of Douglas, (der „schwarze Douglas“) die Burg ein; er verkleidete seine Männer vermutlich als Kühe. Später ging Roxburgh Castle wieder verloren. Solange die Schotten die Burg in ihrer Hand hatten, bemühten sie sich, sie zu zerstören, und in den Worten der Lanercost Chronicle „rissen die Schotten diese ganze schöne Burg bis auf die Grundmauern ab, wie die anderen Burgen, die sie einnehmen konnten, damit die Engländer niemals wieder das Land regieren könnten, indem sie die Burgen einnahmen.“
Die Burg war die Operationsbasis König Eduards III. von England während seines Winterkrieges gegen Schotten im Jahre 1334. Eine schottische Belagerung im Jahre 1417 machte Reparaturarbeiten nötig. 1460 belagerten die Schotten erneut Roxburgh Castle. Im Verlauf dieser Belagerung töteten Metallsplitter aus der Explosion einer der Bombarden König Jakob II. Aber die Schotten erstürmten die Burg, nahmen sie ein, und die Königin und Gattin von Jakob II., Maria von Geldern (Königin), ließ sie zerstören.
1545, während des Rough Wooing, erbaute die englische Garnison unter dem Kommando von Ralph Bulmer ein rechteckiges Fort auf dem Gelände auf Geheiß des Earl of Hertford. Dieses wurde 1550 nach dem Vereinbarungen des Vertrages von Boulogne zerstört.
Die Ruinen der Niederungsburg bestehen heute aus einem großen Mound und ein wenig Mauerwerk, das noch sichtbar ist. Historic Scotland hatte Roxburgh Castle als historisches Bauwerk der Kategorie B gelistet, aber dieser Status wurde aufgehoben. Heute gilt die Burgruine nur noch als Scheduled Monument.